# Anne Sexton
Anne Sexton, właściwie: Anne Gray Harvey (ur. 9 listopada 1928, zm. 4 października 1974) – amerykańska poetka i pisarka.

## Życiorys
Anne Sexton urodziła się w Newton w stanie Massachusetts. Była córką Ralpha Harveya i Mary Gray Staples. Przez większą część życia cierpiała na depresję, pisanie poezji zostało jej zalecone przez psychiatrę w ramach terapii. W tym celu zapisała się na kurs tworzenia poezji (gdzie poznała poetkę Sylvię Plath), po ukończeniu którego szybko zaczęła odnosić sukcesy (druk m.in. w The New Yorker, Harper's Magazine i Saturday Review).
Sexton przetarła szlaki nie tylko dla kobiet-poetek, ale również dla tematów kobiecych w poezji: menstruacji, aborcji, masturbacji czy zdrady – uprzednio tematy te były w poezji uważane za tabu. Intymny, prywatny charakter jej twórczości każe zaliczyć Sexton do kręgu poetów konfesyjnych.
Anne Sexton zmarła śmiercią samobójczą w 1974 roku.

## Nagrody
W 1967 otrzymała nagrodę Pulitzera za zbiór Live or Die.

## Nawiązania do twórczości
Anne Sexton został zadedykowany utwór Petera Gabriela Mercy Street.